# 左翼 (纳瓦拉)
左翼（Izquierda-Ezkerra，Izquierda是西班牙语，Ezkerra是巴斯克语，意思都是“左翼”）是西班牙纳瓦拉自治区的一个已不存在的左翼选举联盟。该联盟成立于2011年1月29日，由纳瓦拉联合左翼和大会组成。2023年4月4日，该联盟并入“纳瓦拉和你”联盟。该联盟的意识形态是社会主义、共产主义。该党的领袖是José Miguel Nuin。该党的总部位于潘普洛纳。它是纳瓦拉另一个更广泛的左翼选举联盟变革的成员。